# Mary Shelley
Mary Wollstonecraft Shelley (født Godwin) 30. august 1797 – 1. februar 1851) var en engelsk forfatter, datter af den feministiske forfatter Mary Wollstonecraft og forfatteren William Godwin, og gift med digteren Percy Bysshe Shelley. 
Mary Shelley skrev bl.a. den berømte roman om Frankenstein, der udkom anonymt i 1818.